# 4

「四」の筆順

4（四、肆、よん、し、す、よっつ、よ）は、自然数また整数において、3の次で5の前の数である。
漢字の「四」は音読みが「し」、訓読みが「よ（よつ）」であるが、近現代の日本語では「よん」という読みがよく用いられる。これは「七（しち）」との聞き違いを防ぐためや、「死」（四の字）や「四つ」と音韻が通じるためと考えられる。
英語では、基数詞でfour、序数詞では 4th/fourth となる。
ラテン語では quattuor （クアットゥオル）。

## 性質
- 4 は最小の合成数で、正の約数は1, 2, 4である。
  - 約数の和は7。
    - 約数の和が奇数になる3番目の数である。1つ前は2、次は8。
    - 約数の和が素数になる2番目の数である。1つ前は2、次は9。

  - 約数の和と元の数との積が完全数になる2番目の数である。1つ前は2、次は16。(オンライン整数列大辞典の数列 A019279)
  - 約数を3個もつ最小の数である。
    - 3番目の高度合成数である。1つ前は2、次は6。
      - 高度合成数のうち不足数であるのは2と4のみである。
- 最小の半素数である。次は6。
  - 4の倍数中唯一の半素数である。
  - 半素数がハーシャッド数になる最小の数である。次は6。
- 偶数のうち、4で割り切れる数を複偶数という。これに対して、2で割り切れるが4で割り切れない数は単偶数という。
- 下2桁が 00、04、08、12、16、20、24、28、32、36、40、44、48、52、56、60、64、68、72、76、80、84、88、92、96 の数は全て4で割り切れるから複偶数である。
- 1/4 = 0.25
  - 2n の逆数は、小数点以下 n 桁の有限小数になる。
  - 逆数が有限小数になる2番目の数である。1つ前は2、次は5。(オンライン整数列大辞典の数列 A003592)
    - 例えば自然数の逆数が小数第二位の有限小数になる数は、1/20 = 0.05, 1/25 = 0.04, 1/50 = 0.02, 1/100 = 0.01 のみである。
- 4! = 24
  - 4! − 1 = 23
    - n! − 1 の形で階乗素数を生む2番目の数である。1つ前は3、次は6。

  - 4! + 1 = 25 = 52
    - n! + 1 の形式において、n が 4 のとき初めて合成数となる。
- 42 + 1 = 17 であり、n2 + 1 の形で素数を生む3番目の数である。1つ前は2、次は6。
  - これは、 222 + 1 と表せるフェルマー素数である。
- 44 + 1 = 257 であり、n4 + 1 の形で素数を生む3番目の数である。1つ前は2、次は6。
  - これは、 223 + 1 と表せるフェルマー素数である。
- 4 = 2 + 2 
  - 2個の素数の和で表せる最小の数である。次は5。
    - 4以上の偶数は2個の素数の和で表せるという予想（ゴールドバッハの予想）がある。
- 3番目の高度トーシェント数である。1つ前は 2、次は8。
- 4つの点と辺を持つ平面図形を四角形または方形 (quadrangle、quadrilateral) といい、特に正四角形は正方形と称される。周角 (360°) を4で割ると直角 (90°) になることから、4は平面・二次元空間における基数となり[要検証 – ノート]（例：四方）、四角形は最も基本的な平面図形として多用される。また、二次元空間における八方、時計や時間や数量の12分割とその累乗（十二進法）、言語や数量の20個区切りとその累乗（二十進法）も、例外なく4で割り切れる性質を基にしている[要出典]。
- 4個の面を持つ正多面体を正四面体といい、最小の面からできる正多面体である。次の正多面体は、面の数が6つの立方体(正六面体)である。
  - 正四面体は4つの頂点を持つ。
- 4 = 1 + 3
  - 2番目の三角錐数である。1つ前は 1、次は 10。
- 位数が4の群のうちにはクラインの四元群と呼ばれる巡回群でない最小の群が含まれる。4はまた、単純でない群の位数のうち、最小のものでもある。
- 全ての自然数は高々4つの平方数の和で表すことができる（ウェアリングの問題、ラグランジュの定理）。
- 四色定理：いかなる平面または球面上の地図も、隣接する領域が異なる色になるように塗るには4色あれば充分である。
- 4 = 22
  - 2番目の平方数である。1つ前は1、次は9。
  - 2の累乗数である。1つ前は2、次は8。
  - nn で表される2番目の数である。1つ前は1、次は27。
    - n = 2 のときの n↑↑n の値とみたとき1つ前は1、次は7625597484987。(ただし↑はクヌースの矢印表記)(オンライン整数列大辞典の数列 A004231)
    - n = 2 のときの 2↑↑n の値とみたとき1つ前は2、次は16。(ただし↑はクヌースの矢印表記)(オンライン整数列大辞典の数列 A014221)

  - n = 2 のときの (n!)n! の値とみたとき1つ前は1、次は46656。(オンライン整数列大辞典の数列 A046882)
  - 平方数がハーシャッド数になる2番目の数である。1つ前は1、次は9。
  - 4 = 2 × 2 より最小のスミス数である。次は22。
- 4の累乗数の一の位は、奇数乗は4、偶数乗は6である。
- 3番目のリュカ数である。1つ前は3、次は7。
- 4番目のトリボナッチ数である。1つ前は2、次は7。
- 4番目のテトラナッチ数である。1つ前は2、次は8。
- 4番目の素数7は4の約数の和である。
- 4 を含むピタゴラス数
  - 32 + 42 = 52
  - ピタゴラス数である3数のうち少なくとも1つは4の倍数である。
- 九九では 1 の段で 1 × 4 = 4（いんしがし）、2 の段で 2 × 2 = 4（ににんがし）、4 の段で 4 × 1 = 4（しいちがし）と3通りで表される。九九で3通りで表される整数のうち最小の数である。他にそのような数は9, 16, 36のみ。
- 4 = 10 + 11 + 12 + 13。この形の数の次は15。
- 各位の和が4となるハーシャッド数は100までに2個、1000までに5個、10000までに12個ある。
- 4番目のハーシャッド数である。1つ前は3、次は5。
  - 4を基とする最小のハーシャッド数である。次は40。
- 各位の和(数字和)が4になる最小の数である。次は13。
- 各位の平方和が16になる最小の数である。次は40。(オンライン整数列大辞典の数列 A003132)
  - 各位の平方和が n になる最小の数である。1つ前の15は1123、次の17は14。(オンライン整数列大辞典の数列 A055016)
- 各位の立方和が64になる最小の数である。次は40。(オンライン整数列大辞典の数列 A055012)
  - 各位の立方和が n になる最小の数である。1つ前の63は1233、次の65は14。(オンライン整数列大辞典の数列 A165370)
- 各位の積が4になる最小の数である。次は14。(オンライン整数列大辞典の数列 A199987)
- 約数の和が4になる数は1個ある。(3) 約数の和1個で表せる3番目の数である。1つ前は3、次は6。
- 4 = 23 − 22 、1つ前は0、次は18。(オンライン整数列大辞典の数列 A045991)
- 連続してある数に対して約数の和を求めていった場合2個の数が4になる。4より小さい数で2個ある数はない。1つ前は1 (1個)、次は7 (3個)。いいかえると {\displaystyle \sigma ^{m}(n)=4~(m\geqq 1)} を満たす n が2個あるということである。(ただし σ は約数関数)(参照オンライン整数列大辞典の数列 A241954)
- 1 から 4 までの約数の個数を加えると8個になり8の2倍になる。1 から n までの約数の個数が n の整数倍になる2番目の数である。1つ前は1 (1倍)、次は5 (2倍)。(オンライン整数列大辞典の数列 A050226参照)
- 4番目の三角数は10で初めて2桁の数になる。いいかえると1から自然数を加えていくと4で初めて2桁になる。1つ前は1、次は14。(オンライン整数列大辞典の数列 A068092)
- 1 から 2 までの約数の和である。1つ前は1、次は8。
- 以下のような無限多重根号の式で表せる。
{\displaystyle 4={\sqrt {12+{\sqrt {12+{\sqrt {12+{\sqrt {12+\cdots }}}}}}}}} , {\displaystyle 4={\sqrt {20-{\sqrt {20-{\sqrt {20-{\sqrt {20-\cdots }}}}}}}}}
- 4 = 22（テトレーション） = {\displaystyle \lim _{x\to \infty }2\uparrow ^{x}2}（↑はクヌースの矢印表記）

## その他 4 に関すること
- DNA は 4 種類の塩基分子（チミン、グアニン、アデニン、シトシン）の配列によって遺伝情報を保存、伝達している。
- 素粒子には 4 種類の相互作用があり、強い相互作用・電磁相互作用・弱い相互作用・重力相互作用がある。
- 西洋では、正方形と四大元素のイメージから、「地上世界」、「権威」、「王国」、「帝王」を象徴すると考えられる。
- 漢字文化圏ではし（死）と同音または類音となるので忌み嫌われる傾向があり、マンションやホテルなどでは欠番となっていることがある。
  - 四忌避（死を避ける）ため、病院では、4階に集中治療室、新生児特定集中治療室、手術室を配置していないことが多い。
  - 韓国では、音の響きとは別に、麗水・順天事件で反乱を起こした部隊が第四および第十四連隊であったため、4の数字が不吉とされ、以後、韓国軍で4のつく部隊番号は欠番とされた。
  - 日本では死に通じる「し」と良いに通じる「よ」が混在していて、場合によって使い分けられる。四の字の項目に詳しい。
- 主要大学は4年制。
- 4年に1回行われる主な行事
  - ユリウス暦の閏年
  - オリンピック
    - 古代オリンピック（オリュンピア大祭）
    - 近代オリンピック
      - 夏季オリンピック（オリンピック競技大会）
      - 冬季オリンピック（オリンピック冬季競技大会）

  - ワールドカップサッカー
  - アメリカの大統領選挙
  - 日本の都道府県知事選挙、市町村長選挙
- 野球での4
  - ボールが4つで四球となり、打者は一塁へ進塁できる。但し故意四球は、連盟によっては申告制となっており、ボールと判定される投球を4回行う必要はない。
  - 内野に 4 つの塁があり、走者がアウトにならずに（左打席から反時計回りで） 4 番目の塁（本塁）に触れると得点となる。
  - 日本シリーズ、ワールドシリーズなどでは、 4 勝すれば王者となる。
- 大半の哺乳動物は、4 本の足を持つ（四足類）。また、大半の机も、均衡を保つために足が 4 本であることが多い。
- クローバーには稀に葉が 4 枚付いているものがある。この四葉のクローバーは、西洋においては見つけると幸福になれると言われている。日本においてはグリーン車のマークや、4 人組グループ「ももいろクローバーZ」のロゴマークなどに使われている。台湾でも四葉のクローバーは「幸運草」と呼ばれることがある（「ももいろクローバーZ」は「桃色幸運草Z」と呼ばれる）。
- テンパズル：4 つの 1 桁の数と四則演算を使い 10 を作る遊び。
- 麻雀における基本ルールでは、4 つの面子（刻子、順子、槓子）と 1 つの雀頭で役を作ることになっている（国士無双、十三不塔、七対子など少数の例外もある）。以下の麻雀の役は名称の中に「四」が含まれている。
  - 四喜和（大四喜、小四喜）
  - 四暗刻
  - 四槓子
  - 四連刻
  - 一色四順
- 4 には様々な書き方がある。ヨットのように斜線部と縦棒が繋がっている書体や斜線部と縦棒を離して書く書き方、アルファベットの「L」と「I」を組み合わせたような書体がある。
- JIS X 0401、ISO 3166-2:JPの都道府県コードの「04」は宮城県。

### 言語・表記
- 花札を用いて行われるゲームの1つおいちょかぶでは 4 を「ヨツヤ」と呼ぶ。
- 英語で前置詞 for の代わりに用いられることがある。4 を表す英語 four は for と発音が同じため。たとえば for you （あなたへ）は 4U と記される場合がある。
- ブルガリア語のチャットで「ч(4をあらわすчетириの頭文字から。また、字形の類似から。)」の代わりに用いる。
- 4 の接頭辞：quadr-, quart-（拉）、tetra（希）。ラテン語の基数詞で 4 は quattuor である。
  - 英語や日本語で、4 倍や 4 重をカドラプルまたはクワドゥループル（quadruple）、1/4 をクォーター (quarter) という。1/4 ドルである25セント硬貨 (アメリカ合衆国)もクォーターと呼ばれる。
  - 1クォート (quart) は1ガロンの 1/4 である。
  - 英語では、円（または円に見立てた区域など）を4分割した各部分、つまり扇形 (circular sector) をクォドラント (quadrant) と呼ぶことがある。例えば、スタートレックシリーズでは銀河を円に見立て、4分割した各区域を宇宙域 (Galactic quadrant) と呼ぶ。
  - 四人組や四重奏をカルテット (quartet) という。
  - ギリシャ語由来では、四人組や四個一組をテトラド（tetrad）という。同系語として、モナド（monad, 単体、ソロ）、エニアド（ennead, 九個一組、ノネット）、ディケイド（decad, 十個一組）など。
  - クアドリガと呼ばれるチャリオットは、ラテン語のquadri-（4つの）と jungere（くびき）を組み合わせた語。
- ガンダムシリーズに登場するシャア・アズナブルの別名クワトロ（イタリア語：quattro）は同キャラクターの4番目の名前である。

### 4の付く言葉
- 三次元（空間）に時間を加えて四次元（時空）という。
- 4 は「2 種類の対立」、「半分の半分にできる」などの意味を伴うことが多い。例：「四辻」「四季」「四半期」「第四世界」
- 4 は正方形や死を連想させることから、「堅物でつまらない」の意味を伴うこともある。「四角四面」や「四角張る」など。
- 足4の字固め：プロレスの技の一種。相手の両足を締め上げ、アラビア数字の「4」のような形にする。自分の両足を4の字形にして相手の首を締める「首4の字固め」もある。
- Four fours：4 つの 4 と数学記号を使って、色々な数を表す数学パズル。
- 4コマ漫画
- 四字熟語

### 第4のもの
- 原子番号 4 の元素はベリリウム (Be) である。
- 太陽系第 4 惑星は火星である。
- タロットの大アルカナで IV は皇帝。
- 易占の六十四卦で第 4 番目の卦は、山水蒙。
- 年始から数えて4日目は1月4日。
- 大相撲の第 4 代横綱は谷風梶之助である。
- 第四世界：後発発展途上国の通称。
- 第4代天皇は懿徳天皇であるといわれている。
- 4番目の元号は大宝である。
- 第4代殷王は太甲である。
- 第4代周王は昭王である。
- 第4代ローマ教皇はクレメンス1世（在位：91年?～101年?）である。

### 番号
- 野球での 4
  - 日本プロ野球・読売ジャイアンツに所属し現役中に急逝した黒沢俊夫外野手の永久欠番である。
  - メジャーリーグベースボール・ニューヨーク・ヤンキースに所属していたルー・ゲーリッグ内野手の永久欠番でMLB史上初の永久欠番でもある。
  - 二塁手を意味する守備番号である。
  - 四番打者は長打力のある最も優れた選手が務め、その前後も強打者で挟んで（クリーンナップ）、打線の軸となることが多い。
- 元NFL選手、ブレット・ファーヴの番号。NFLでNo.4と言えばたいてい彼を指す。
- 分類番号 3 桁の自動車登録番号標（登録車のナンバープレート）の一般払出で、各平仮名の最初の番号は "・・・4" である（ただし軽自動車とレンタカーと駐留軍車は除く）。
- 日本テレビ系列に所属する大半のテレビ局は、地上デジタルテレビ放送のリモコンキーIDに 4 を使用（札幌テレビ放送、青森放送、北日本放送、福井放送、読売テレビ、日本海テレビジョン放送、四国放送、福岡放送、テレビ宮崎は異なる）。他系列局ではTBS系列の毎日放送とRKB毎日放送とフジテレビ系列のテレビ大分（日本テレビ系列とのクロスネット）が 4 を使用している。
  - アナログ放送では、以下の親局および中継局が 4 チャンネルを使用している。
    - 日本テレビ系列 - 日本テレビ（親局）、福井放送（小浜中継局）、山口放送（関門中継局）、南海放送（八幡浜中継局および松野中継局）
    - TBS系列 - 毎日放送、中国放送、RKB毎日放送（以上、親局）、東北放送（気仙沼中継局）、熊本放送（肥後小国中継局）、琉球放送（久米島中継局）
- BS日テレのリモコン番号は 4。

### 固有名詞
- 第四銀行：新潟市に本店を置く地方銀行。国立銀行条例に基づいて4番目に設立された国立銀行だったことに因んで、この名称がある。
- 4：フォリナーが1981年に発表した通算 4 枚目のアルバム。1500 万枚以上を売り上げビルボード・アルバムチャートで 10 週連続 1 位を記録した。 (en:4 (Foreigner album))
- 4：Leadが2006年に発表した通算 4 枚目のアルバム。(en:4 (Lead album))
- 4：ビヨンセが2011年に発表した通算 4 枚目のアルバム。(en:4 (Beyoncé album))
- 4：ヒトリエが2020年に発表したベスト・アルバム。
- 4 FOUR：2011年のイギリス映画。日本では2013年に公開。
- ファンタスティック・フォー：マーベル・コミックのスーパーヒーロー集団、及び同名タイトルのアメリカの特撮映画シリーズ。彼らは本来、4 人組であることから、集団名に 4 (four) が付けられている。

### 4の付く地名
- 東京都新宿区四谷
- 大阪府四條畷市
- 千葉県四街道市
- 三重県四日市市
- 高知県四万十町 - 四万十川が流れる。
- 高知県四万十市 - 上記の四万十町とは隣接するが別の自治体
- 鹿児島県鹿児島市四元町

## 4個で1組の概念
- 四則：加法・減法・乗法・除法。
- 四季：春・夏・秋・冬。
- 四時：真夜中（0 時 = 24 時）・夜明け（6 時）・真昼（12 時）・日暮れ（18 時）。1 日を 4 分割したものの総称。
- 四方：東・西・南・北。もしくは左・右・前・後。
- 四隅：北東・北西・南東・南西。
- 四色： 現代では、赤・黄・緑・青。サーモグラフはこれらの色で構成される。
- 四肢：左手・右手・左足・右足。
- 四国：
  - 日本国内では、阿波国・讃岐国・伊予国・土佐国。及びこれら 4 国からなる島。
  - 四国同盟：特に西洋史において、19世紀頭のロシア・プロイセン・オーストリア・イギリスの同盟。
- 四苦：生・老・病・死。
- 四生：胎生・卵生・湿生・化生。佛教において、生命の生まれる方法の総称。
- 四神：玄武・朱雀・青竜・白虎。
- 四凶：渾沌・饕餮・窮奇・檮杌。
- 四声：平声・上声・去声・入声。古典中国語の 4 種類の声調。あるいは一声・二声・三声・四声、普通話の 4 種類の声調。
- 四書：大学・中庸・論語・孟子。儒学で尊ぶ 4 種類の書物。（→四書五経）
- 四科：算術・幾何学・天文学・音楽。中世の西欧の主要学問。また、四科を意味する quadrivium は、本来は「四叉路」や「十字路」を意味する。
- 四叉路
- 四君子：蘭・菊・梅・竹。4 種類の植物を賢者に例えたもの。
- 四風牌：麻雀牌のうち字牌の「東」、「南」、「西」、「北」の 4 つの牌の総称。
- 四大元素：地・水・火・風。
- 四大奇書：水滸伝・西遊記・金瓶梅・三国志演義。
- スート：スペード・ハート・クラブ・ダイヤ。
- 四人組（カルテット、四重奏）
  - 四人組 (中国史)：江青・張春橋・姚文元・王洪文。
  - サッカー界の黄金のカルテット：ジーコ・ソクラテス・ファルカン・トニーニョ=セレーゾ。
  - ドンキーカルテット：小野ヤスシ・ジャイアント吉田・飯塚文男・猪熊虎五郎。
- ヨハネの黙示録の四騎士
- 四天王：多聞天・増長天・持国天・広目天。俗に、ある分野で特に優れた四人組を指す。
  - 徳川四天王：酒井忠次・本多忠勝・榊原康政・井伊直政。
  - 和歌四天王：頓阿・慶運・浄辨・兼好。人物は時代によって異なる。
  - 財界四天王：小林中・水野成夫・永野重雄・櫻田武
  - プロレス四天王：三沢光晴・川田利明・小橋健太（建太）・田上明。
  - ものまね四天王：コロッケ・清水アキラ・栗田貫一・ビジーフォー。
  - ジャニーズ四天王：東山紀之・赤坂晃・堂本光一・今井翼。
  - 韓流四天王：ペ・ヨンジュン・イ・ビョンホン・チャン・ドンゴン・ウォンビン。
- ベルばら四強（宝塚歌劇団・第一次ベルばらブーム時の主演スターの名称）：安奈淳、榛名由梨、汀夏子、鳳蘭。
- 四駿四狗：モンゴル帝国草創期の功臣。
  - 四駿：ムカリ・ボオルチュ・チラウン・ボロクル。
  - 四狗：ジェベ・ジェルメ・スブタイ・クビライ。
- 四S：ホトトギス派の俳人水原秋櫻子、高野素十、阿波野青畝、山口誓子の四人。名前の頭文字がSであることから、昭和初期に山口青邨が彼ら若手の俳人をこの呼び名で総称した。
- 北方四島：北方領土（歯舞群島、色丹島、国後島、択捉島）をこう呼ぶことがある。しかし、歯舞群島は文字通り群島であるため、北方領土は厳密には4島ではない。
- 四箇格言：日蓮宗の宗祖・日蓮が他の仏教宗派を批判した言葉「真言亡国」「念仏無間」「禅天魔」「律国賊」の総称。
- F4：少女漫画『花より男子』に登場するグループ。「花の4人組（Flower four）」を意味する。メンバーは道明寺司、花沢類、西門総二郎、美作あきら。また、台湾版テレビドラマ『流星花園』でこの「F4」を演じた4人が、同名のユニットを結成している（「F4 (ユニット)」を参照）。

### その他
- 世界四大一覧
- 日本四大一覧
- 中国四大一覧

## 大字・異体字
大字では「肆」と記す。異体字「亖」と表記する場合もある（「肆」と「亖」と四の意味は似ているが由来が異なる）。

## 符号位置
| 記号 | Unicode | JIS X 0213 | 文字参照            | 名称                                           |
| ---- | ------- | ---------- | ------------------- | ---------------------------------------------- |
| 4    | U+0034  | 1-3-19     | &#x34; &#52;        | DIGIT FOUR                                     |
| ４   | U+FF14  | 1-3-19     | &#xFF14; &#65300;   | FULLWIDTH DIGIT FOUR                           |
| ⁴    | U+2074  | -          | &#x2074; &#8308;    | SUPERSCRIPT FOUR                               |
| ₄    | U+2084  | -          | &#x2084; &#8324;    | SUBSCRIPT FOUR                                 |
| ৷    | U+09F7  | -          | &#x9F7; &#2551;     | BENGALI CURRENCY NUMERATOR FOUR                |
| ༭    | U+0F2D  | -          | &#xF2D; &#3885;     | TIBETAN DIGIT HALF FOUR                        |
| ፬    | U+136C  | -          | &#x136C; &#4972;    | ETHIOPIC DIGIT FOUR                            |
| ᧔    | U+19D4  | -          | &#x19D4; &#6612;    | NEW TAI LUE THAM DIGIT FOUR                    |
| Ⅳ    | U+2163  | 1-13-24    | &#x2163; &#8547;    | ROMAN NUMERAL FOUR                             |
| ⅳ    | U+2173  | 1-12-24    | &#x2173; &#8563;    | SMALL ROMAN NUMERAL FOUR                       |
| ④    | U+2463  | 1-13-4     | &#x2463; &#9315;    | CIRCLED DIGIT FOUR                             |
| ⑷    | U+2477  | -          | &#x2477; &#9335;    | PARENTHESIZED DIGIT FOUR                       |
| ⒋    | U+248B  | -          | &#x248B; &#9355;    | DIGIT FOUR FULL STOP                           |
| ⓸    | U+24F8  | 1-6-60     | &#x24F8; &#9464;    | DOUBLE CIRCLED DIGIT FOUR                      |
| ❹    | U+2779  | 1-12-4     | &#x2779; &#10105;   | DINGBAT NEGATIVE CIRCLED DIGIT FOUR            |
| ➃    | U+2783  | -          | &#x2783; &#10115;   | DINGBAT CIRCLED SANS-SERIF DIGIT FOUR          |
| ➍    | U+278D  | -          | &#x278D; &#10125;   | DINGBAT NEGATIVE CIRCLED SANS-SERIF DIGIT FOUR |
| ㆕   | U+3195  | -          | &#x3195; &#12693;   | IDEOGRAPHIC ANNOTATION FOUR MARK               |
| ㈣   | U+3223  | -          | &#x3223; &#12835;   | PARENTHESIZED IDEOGRAPH FOUR                   |
| ㊃   | U+3283  | -          | &#x3283; &#12931;   | CIRCLED IDEOGRAPH FOUR                         |
| 四   | U+56DB  | 1-27-45    | &#x56DB; &#22235;   | CJK Ideograph, number four                     |
| 肆   | U+8086  | 1-70-72    | &#x8086; &#32902;   | CJK Ideograph, number four                     |
| 𐄊    | U+1010A | -          | &#x1010A; &#65802;  | AEGEAN NUMBER FOUR                             |
| 𐡛    | U+1085B | -          | &#x1085B; &#67675;  | IMPERIAL ARAMAIC NUMBER FOUR                   |
| 𐤙    | U+10919 | -          | &#x10919; &#67865;  | PHOENICIAN NUMBER FOUR                         |
| 𐩃    | U+10A43 | -          | &#x10A43; &#68163;  | KHAROSHTHI DIGIT FOUR                          |
| 𐪀    | U+10A80 | -          | &#x10A80; &#68224;  | OLD SOUTH ARABIAN NUMBER FOUR                  |
| 𐭛    | U+10B5B | -          | &#x10B5B; &#68443;  | INSCRIPTIONAL PARTHIAN NUMBER FOUR             |
| 𐹣    | U+10E63 | -          | &#x10E63; &#69219;  | RUMI DIGIT FOUR                                |
| 𝍣    | U+1D363 | -          | &#x1D363; &#119651; | COUNTING ROD UNIT DIGIT FOUR                   |
| 🄅︎    | U+1F105 | -          | &#x1F105; &#127237; | DIGIT FOUR COMMA                               |
| 𝟜    | U+1D7DC | -          | &#x1D7DC; &#120796; | MATHEMATICAL DOUBLE-STRUCK DIGIT FOUR          |
| 𝟺    | U+1D7FA | -          | &#x1D7FA; &#120826; | MATHEMATICAL MONOSPACE DIGIT FOUR              |
| 𝟒    | U+1D7D2 | -          | &#x1D7D2; &#120786; | MATHEMATICAL BOLD DIGIT FOUR                   |
| 𝟦    | U+1D7E6 | -          | &#x1D7E6; &#120806; | MATHEMATICAL SANS-SERIF DIGIT FOUR             |
| 𝟰    | U+1D7F0 | -          | &#x1D7F0; &#120816; | MATHEMATICAL SANS-SERIF BOLD DIGIT FOUR        |

## 他の表現法
| モールス符号 |
| ・・・・－   |

|        |          | ⠙    |
| 信号旗 | 手旗信号 | 点字 |